# Gefion Gymnasium
Das Gefion Gymnasium ist ein Gymnasium in Zentrum von Kopenhagen. Es ist eine der neuesten Gymnasien Dänemarks und gleichzeitig eine der Schulen mit den längsten Traditionen des Landes, denn die Schule entstand im Jahr 2010 als Fusion  des Østre Borgerdyd Gymnasiums und der Metropolitanskolen.

## Namensgeber
Der Name Gefion bedeutet der Reiche – derjenige, der gibt. Dies ist die Bedeutung, die als Inspiration für die Schaffung des Gefion Gymnasiums gedient hat: ein Gymnasium, in dem der einzelne Schüler und die  Gemeinschaften die besten Entwicklungsmöglichkeiten erhalten sollen.
Namensgeberin war Gefion, die Göttin der nordischen Mythologie, die das Stück Sjælland aus Schweden pflügte und den Mälarsee verließ. Der beeindruckende  Gefion-Brunnen in Kopenhagen an der Langelinie zeigt sie gut beim Pflügen.

## Schulgebäude
Das Gefion Gymnasium befindet sich im selben Gebäude wie das Geocenter Danmark in der Øster Voldgade 10. Das Gymnasium befindet sich im Gebiet 5, in dem sich früher das Geografisk Institut (dänisch Geographische Institut) befand, und in der heute nicht mehr existierenden GeoBibliotek.
Die Gebäude wurden ursprünglich für das College of Advanced Technologies gebaut. Der Komplex wurde von Oluf Gjerløv-Knudsen entworfen und zwischen 1929 und 1954 erbaut. Es hat eine Gesamtfläche von 12.000 Quadratmetern. Die Rückseite ist der Rigensgade (Nr. 18) und der Nordostseite der Stokhusgade (Nr. 1–5) zugewandt. Das Geocenter Danmark, ein Forschungszentrum der Universität Kopenhagen, hat ebenfalls seinen Sitz in den Gebäuden.

## Schülerzahlen
Im Jahr 2010 erhielt die Schule 394 Bewerbungen von Schülern, ein Anstieg von über 60 % im Vergleich zur Gesamtzahl der Bewerbungen für das Østre Borgerdyd Gymnasium und die Metropolitanskolen im Jahr zuvor. Die höchste Bewerberzahl in der Region Hovedstaden hatte das Ørestad Gymnasium mit 508 Bewerbungen.